# Live from Under the Brooklyn Bridge
Live from Under the Brooklyn Bridge è un EP digitale del gruppo rock irlandese U2, pubblicato esclusivamente tramite l'iTunes Store negli Stati Uniti e Canada l'8 dicembre 2004. Le quattro tracce sono state realizzate in formato AAC .m4p. Dal 12 maggio 2009 l'EP non è più disponibile sull'iTunes Store.

## Storia
L'EP è stato registrato dal vivo il 22 novembre 2004, in un concerto a sorpresa tenutosi sotto il ponte di Brooklyn all'Empire-Fulton Ferry State Park di New York. L'evento si è svolto nel tardo pomeriggio, dopo che per un'intera giornata la band aveva girato per le strade di New York City il video di "All Because of You". Tutto il concerto venne filmato per uno speciale di MTV.

## Tracce
1. All Because of You – 3:42
2. Sometimes You Can't Make It on Your Own – 5:20
3. I Will Follow – 4:11
4. Vertigo – 3:32

## Setlist completa del concerto
1. Vertigo
2. All Because of You – pubblicato sull'EP digitale
3. Miracle Drug
4. Sometimes You Can't Make It on Your Own – pubblicata sull'EP digitale
5. City of Blinding Lights – pubblicato come singolo in formato digitael per l'Europa e l'Australia
6. Original of the Species
7. She's a Mystery to Me – pubblicato nel singolo di All Because Of You in Europa, Australia e Giappone
8. Beautiful Day

Encore
1. I Will Follow – pubblicato sull'EP digitale
2. Vertigo (reprise) – pubblicato sull'EP digitale

## Formazione

### U2
- Bono – voce, chitarra (She's a Mystery to Me)
- The Edge – chitarra, tastiera, voce
- Adam Clayton – basso
- Larry Mullen Jr. – batteria